# Pfarrkirche Zeutschach

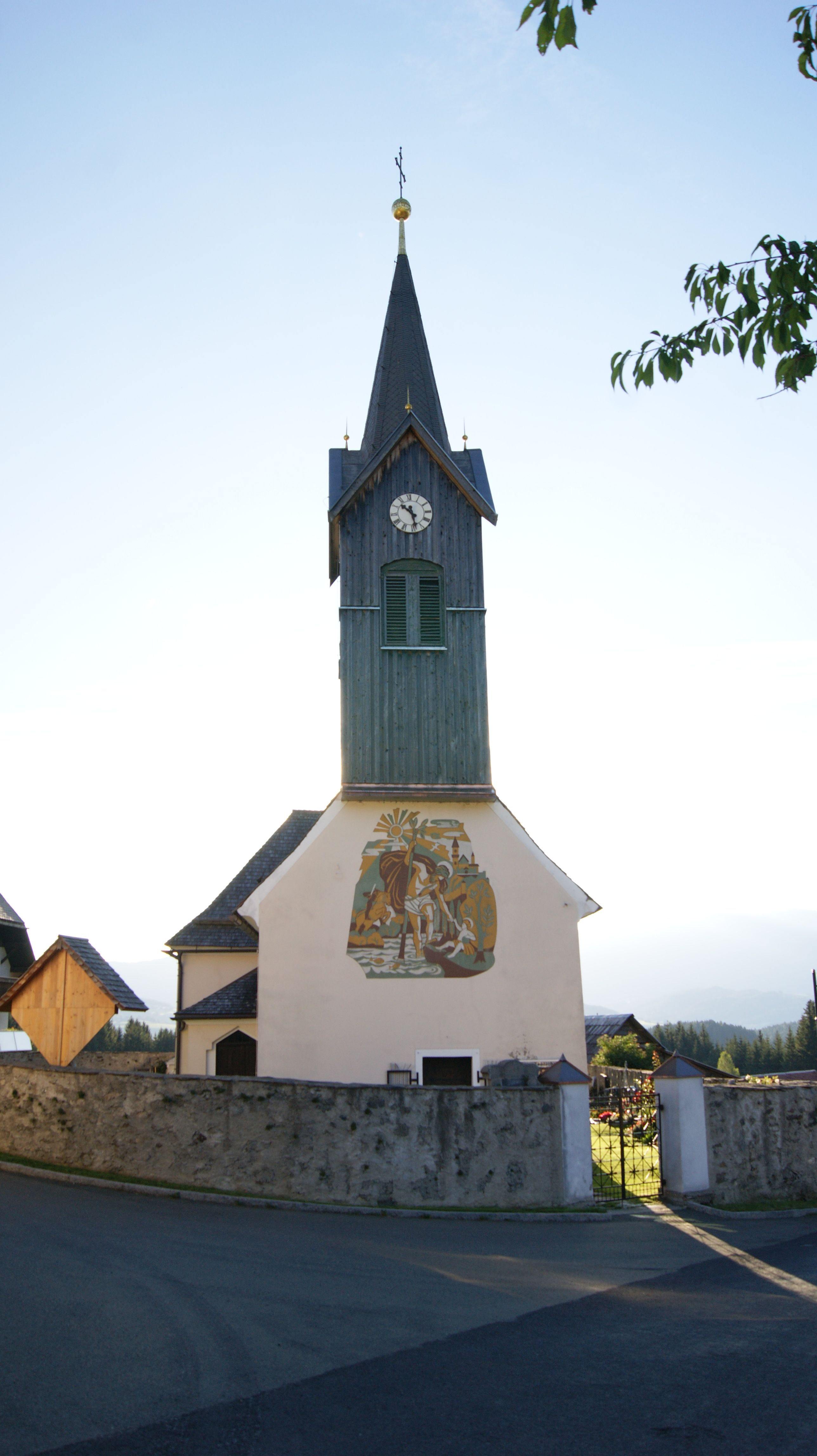
Kirche von der Ortsmitte gesehen

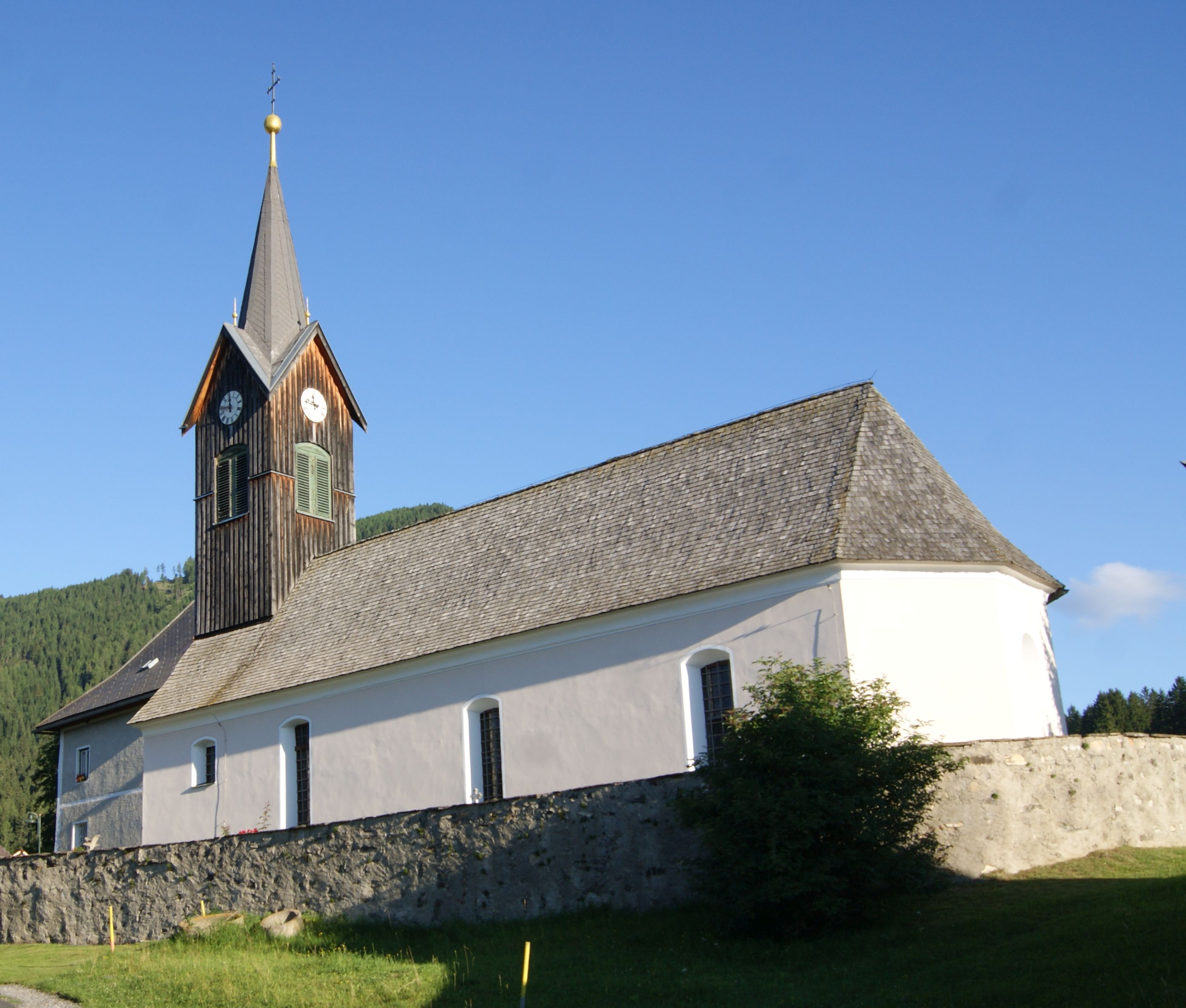
Kirche von der Ortseinfahrt gesehen

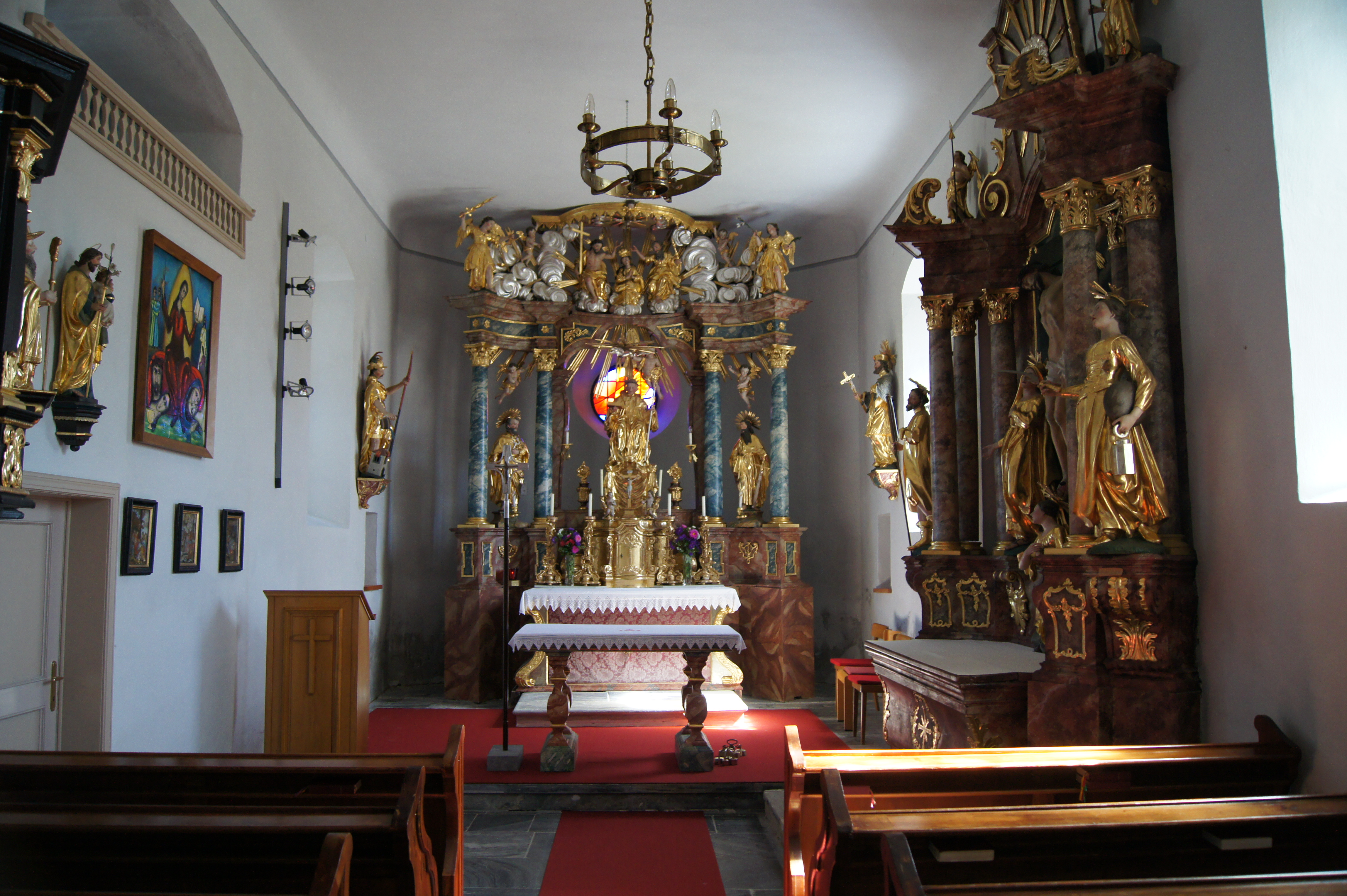
Blick zum Altar

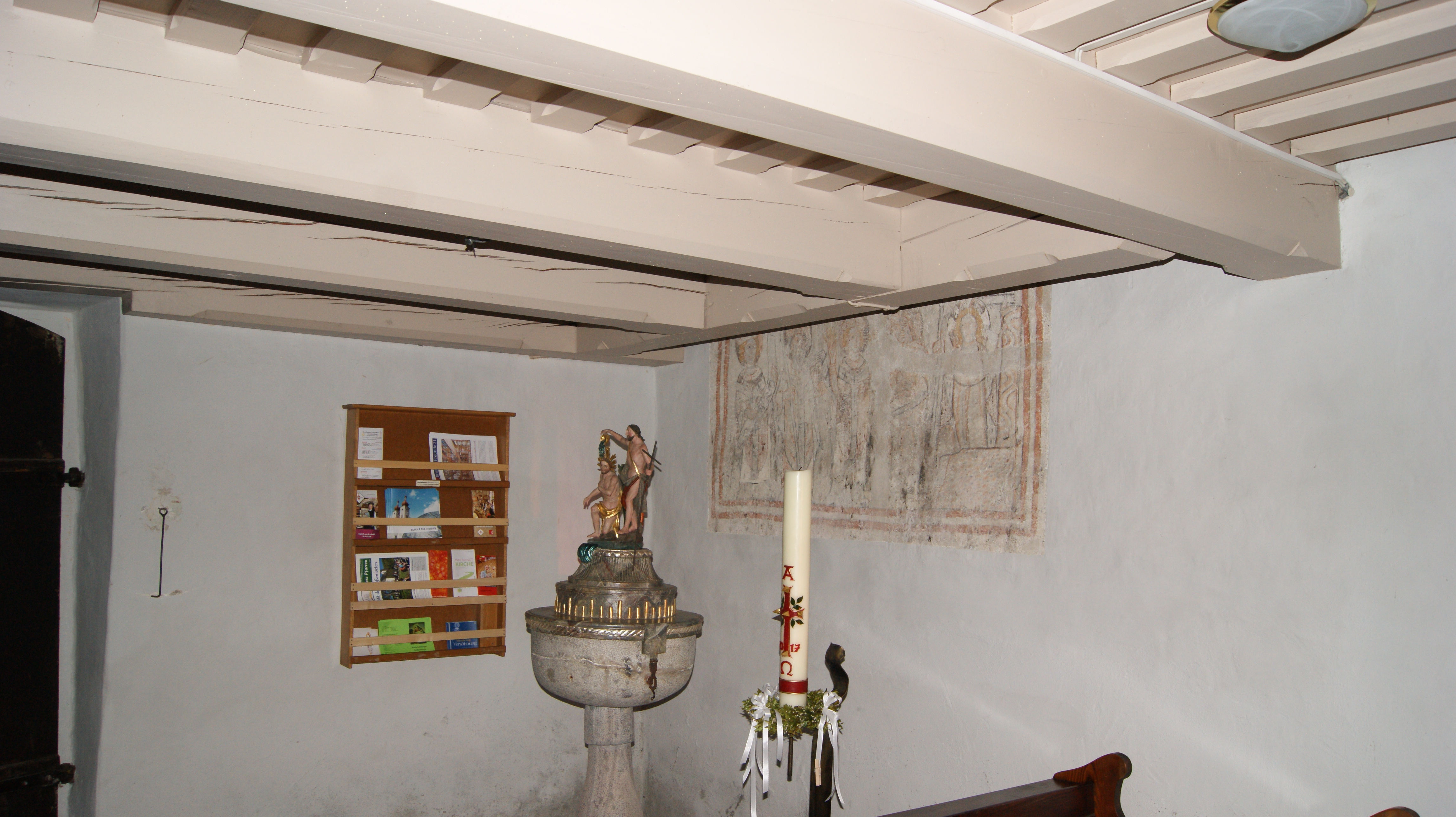
Barockes Taufbecken und mittelalterliches Fresko

Die römisch-katholische Pfarrkirche Zeutschach steht am Rand des Ortes Zeutschach im Bezirk Murau in der Steiermark. Sie ist dem heiligen Ägidius (auch: St. Egyden) gewidmet und gehört zum Dekanat Murau in der Diözese Graz-Seckau. Das Bauwerk steht unter Denkmalschutz. Sie ist die einzige Kirche in Zeutschach.

## Geschichte
1186 wurde die Kirche gebaut und 1189 durch Bischof Friedrich Pitinensis geweiht. Die Seelsorgestelle untersteht als inkorporierte Pfarre seit Jahrhunderten dem Stift St. Lambrecht. Am 9. November 1892 die Regular-Seelsorgestation Zeutschach zur Pfarre erhoben.

## Kirchengebäude

### Außen
Die Kirche 1043 m ü. A. ist ein nach allen Seiten freistehender mittelalterlicher Steinbau, der seit mehr als 800 Jahren das Ortszentrum von Zeutschach weitgehend unverändert beherrscht und ringsum von einem Friedhof mit umlaufender Mauer umgeben ist. Der Bau weist ein steiles, holzschindelgedecktes Walmdach auf und fünf große dominierende Rundbogenfenster.
Der Chor wurde baulich nicht tiefer gezogen an das Langhaus angefügt. Die Tür des Westportals (Haupteingang) besteht aus Holz und die römischen Spiralbändern sollen aus der Zeit um 1200 stammen.
Oberhalb des Westportals befindet sich ein Sgraffito des Fohnsdorfer Künstler Krenn.
Der Chor ist nach Nordosten ausgerichtet. In den Chor gerichtet befindet sich ein Rundfenster, welches interessante Lichteffekte auf den Hochaltar wirft und für den Innenraum erzeugt.

### Turm
Der südwestseitig an das Langhaus aufgesetzte quadratische hölzerne Turm weist einen Spitzgiebelhelm auf und hat vier Rundbogenschallöffnungen. Er ist nicht öffentlich zugänglich.

### Innenraum
Der Chor wird rechts von einem Seitenaltar auf einem niederen Sockel flankiert. Chor und Seitenaltar sind zum Langhaus nur durch eine Stufe abgegrenzt. Das Bodenmuster des Chors unterscheidet sich nicht von dem des Langhauses Der schlichte steinerne Volksaltar fügt sich damit offen und leicht zugänglich in den Raum ein.
Auf dem Hochaltar über dem Tabernakel ist zentral eine Statue des Hl. Ägydius angebracht. Auch im Kirchenraum befindet sich eine kleine barocke Statue des Hl. Ägydius aus der 1. Hälfte des 18. Jahrhunderts.
Der Seitenaltar (Kreuzaltar) stammt aus der Mitte des 18. Jahrhunderts vom Judenburger Bildhauer Balthasar Prandtstätter und zeigt den Gekreuzigten und biblische Figuren aus dem Neuen Testament.
Die heute nicht mehr in Gebrauch befindliche Kanzel zeigt über dem Baldachin die Statue des hl. Benedikt, des Gründers des Benediktinerordens.
Der Apostel-Luster (Darstellung der zwölf Apostel) zwischen Kanzel und Empore stammt aus der 2. Hälfte des 18. Jahrhunderts. Er wurde 1851 vom Kärntner Bildhauer Krasnegger geschnitzt.
Die Kreuzwegstationen sind Emailarbeit auf Kupfer von Bernward Schmid (OSB) aus der Seckauer Goldschmiede (Abtei Seckau).
Neben dem Westeingang befindet sich eine freigelegte gotische Wandmalerei aus der Mitte des 14. Jahrhunderts. Zwischen Kanzel und Empore ein Bild „Schmerzhafte Mutter“, Ölgemälde aus dem Jahr 1853. Unterhalb der Wandmalerei beim Westeingang findet sich ein barocker Taufstein aus dem Jahr 1724. Der Taufsteinaufsatz im klassizistischen Stil wurde etwa ein halbes Jahrhundert später hergestellt und zeigt die Szene der Taufe Christi.
Die fünf Kirchenfenster zeigen Darstellungen von Maria Verkündigung – Weihnachten – Auferstehung – Ostern, verschiedene Heilige und Evangelisten.